# Caryota maxima
Caryota maxima là loài thực vật có hoa thuộc họ Arecaceae. Loài này được Blume ex Mart. mô tả khoa học đầu tiên năm 1838.

## Hình ảnh

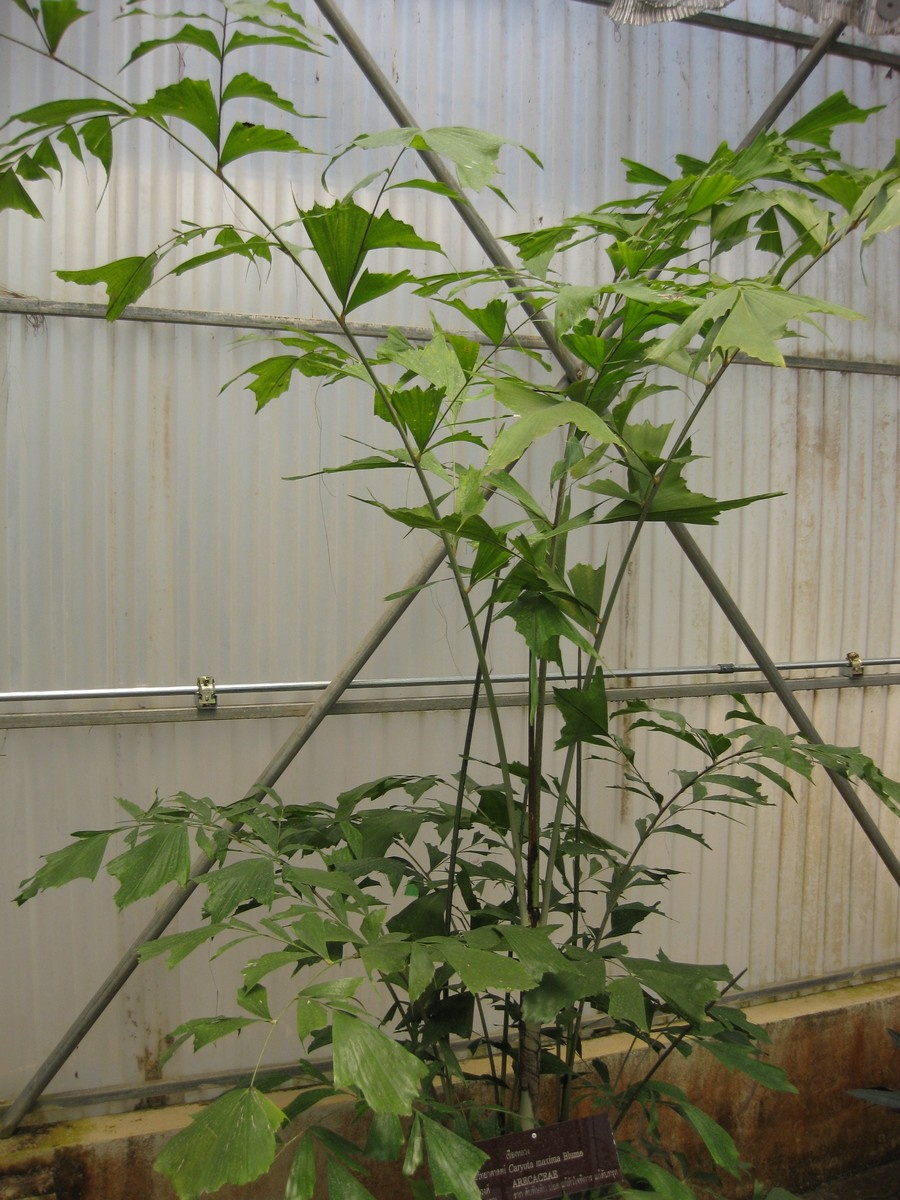
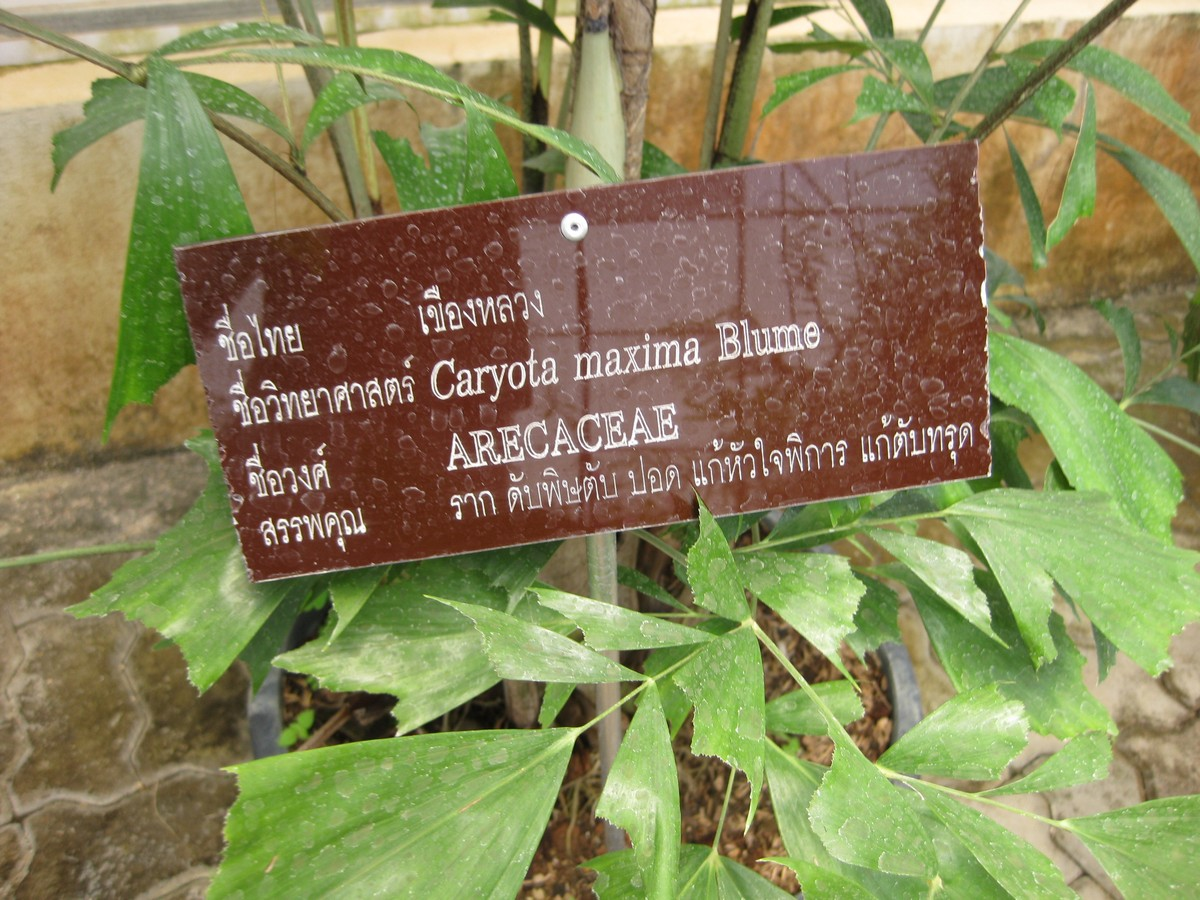